# Equação integral de Volterra
Em matemática, uma equação integral de Volterra é um tipo especial de equação integral. Tais equações são divididas em dois grupos, referenciados como do primeiro e do segundo tipo.
Uma equação de Volterra do primeiro tipo é expressa na forma
{\displaystyle f(t)=\int _{a}^{t}K(t,s)\,x(s)\,ds,}
enquanto uma equação de Volterra do segundo tipo é dada por
{\displaystyle x(t)=f(t)+\int _{a}^{t}K(t,s)x(s)\,ds.}
Na teoria dos operadores e na teoria de Fredholm, as equações correspondentes são denominadas operadores de Volterra.
Uma equação integral de Volterra é uma convolução, se
{\displaystyle x(t)=f(t)+\int _{t_{0}}^{t}K(t-s)x(s)\,ds.}
A função {\displaystyle K} na integral é denominada núcleo (em inglês: kernel).
Tais equações podem ser analisadas e resolvidas utilizando transformadas de Laplace.
As equações integrais de Volterra foram introduzidas por Vito Volterra, e então estudadas por Traian Lalescu em sua tese de doutorado 1908, Sur les équations de Volterra, sob orientação de Charles Émile Picard. Lalescu escreveu em 1911 o primeiro livro sobre equações integrais.